# L'Estampe
L'Estampe est un cercle artistique belge fondé en 1906 et existant jusqu'en 1914. Ce cercle organise des expositions annuelles, où sont réunies les estampes issues de tout procédés.

## Objectifs
L'Estampe, cercle créé à Bruxelles en septembre 1906, et dissout en 1914, poursuit comme objectif de réunir les artistes graveurs sur cuivre, acier, zinc ou bois et produisant des lithographies ou des dessins d'ornementation destinés aux livres d'art.  

## Membres du cercle
En 1906, les membres du cercle sont : Charles Bernier, Gisbert Combaz, Auguste Danse, Louise Danse, Marie Danse, Henry de Groux, Alfred Delaunois, Marie Durand, Alfred Duriau, Willem Delsaux, Gustave Flasschoen, Richard Heintz, Fernand Khnopff, Georges Lemmen, Henri Meunier, Victor Mignot, Louis Moreels, Auguste Oleffe, Gustave Max Stevens et Elisabeth Wesmael.

## Expositions annuelles
L'Estampe organise, au cours de son existence, huit expositions annuelles, où sont également invités des artistes étrangers,.